# Otradov
Otradov (Duits: Otradau) is een Tsjechische gemeente in de regio Pardubice, en maakt deel uit van het district Chrudim. Otradov telt 278 inwoners (2023).

## Geschiedenis
- 1349 – De eerste schriftelijke vermelding van Otradov.
- 1976 – De gemeente Otradov wordt geannexeerd door de gemeente Krouna.[1]
- 1996 – Otradov wordt (opnieuw) een zelfstandige gemeente.[2]

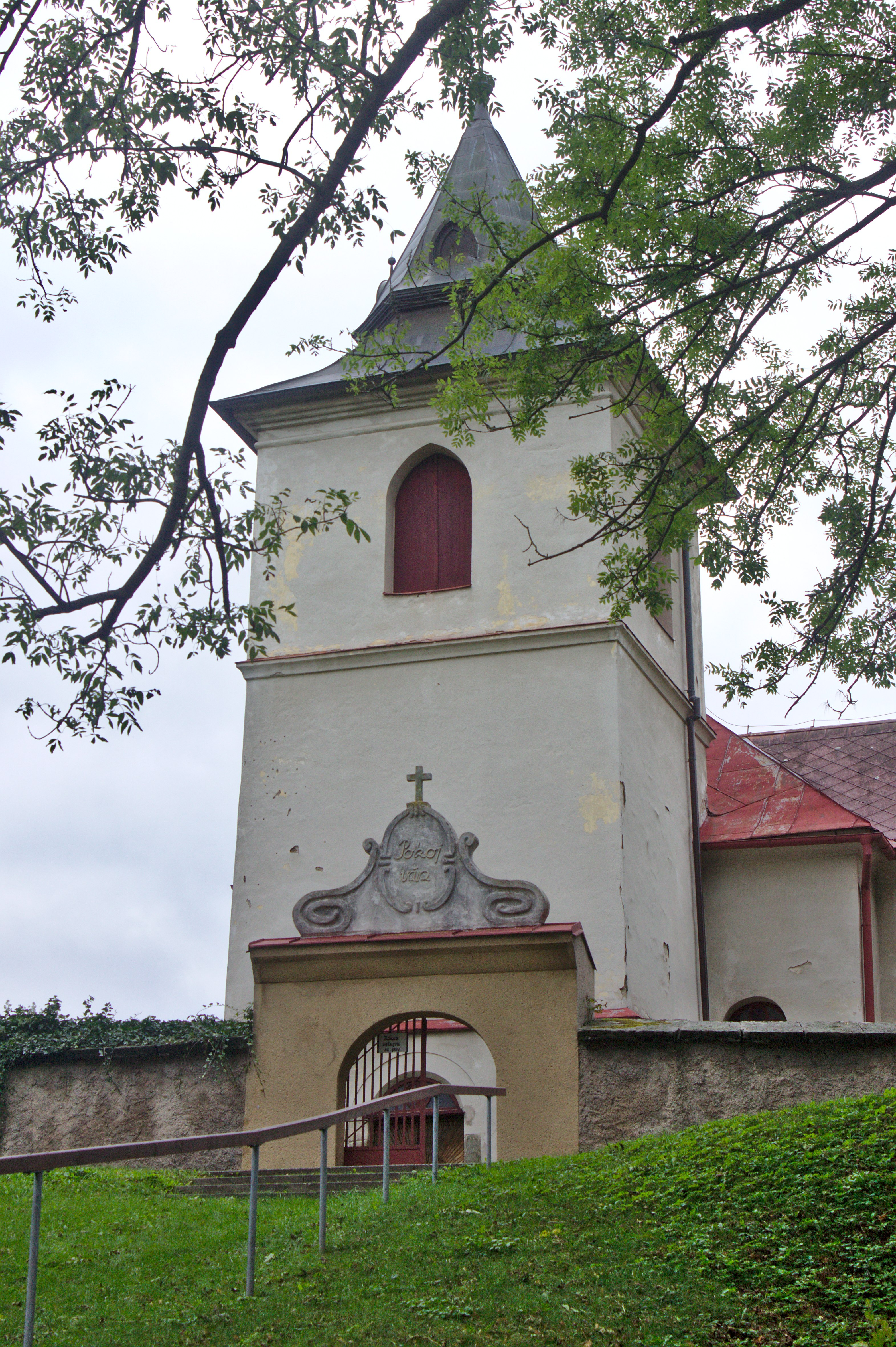
Kerk van Otradov